# أرييل زاريت
أرييل زاريت (بالإسبانية: Ariel Zárate)‏ هو لاعب كرة قدم أرجنتيني في مركز الوسط، ولد في 13 يوليو 1973 في بوينس آيرس في الأرجنتين. لعب مع فيليز سارسفيلد ونادي إلتشي ونادي تولوكا ونادي خيريث ونادي قادش ونادي مالقا.

## وصلات خارجية
- أرييل زاريت على موقع قاعدة بيانات كرة القدم.إي يو (الإنجليزية)
- أرييل زاريت على موقع Soccerway.com (الإنجليزية)
- أرييل زاريت على موقع عالم كرة القدم.نت (الإنجليزية)